# Leopold Orzeszko
Leopold Orzeszko herbu Korab (zm. 1779) – sędzia ziemski piński w latach 1752-1778, pisarz grodzki piński w latach 1747-1752, stolnik piński w latach 1744-1752, oboźny piński w 1738 roku.
Poseł na sejm 1752 roku z powiatu pińskiego.